# Tout Puissant Akwembe
Tout Puissant Akwembe é um clube gabonês de futebol , com base em Libreville.

## Estádio
Atualmente, a equipe joga no Estádio Augustin Monédan de Sibang (en), com capacidade de 7.000 lugares.

## O desempenho em competições da CAF
- Copa da CAF 2002: segundo round (round of 16)[1]